# Heinrich Kreisel
Heinrich Kreisel (* 14. Juni 1898 in Würzburg; † 20. September 1975 in München) war ein deutscher Kunsthistoriker, Museumsdirektor und Denkmalpfleger.

## Leben und Wirken
Heinrich Kreisel war der Sohn des Drechslers Friedrich Kreisel und Elsa Kreisel, geb. Mark, und besuchte in Würzburg das Gymnasium. Im Ersten Weltkrieg meldete er sich als Freiwilliger und war außerdem 1919 am Kampf gegen die Räteregierung in Augsburg, Würzburg und München beteiligt. Anschließend legte er das Abitur ab und studierte zunächst Literaturgeschichte und dann Kunstgeschichte bei Heinrich Wölfflin an der Universität München. 1922 wurde er bei Fritz Knapp in Würzburg zum Dr. phil. promoviert. Anschließend war er als wissenschaftlicher Mitarbeiter bei der Verwaltung des ehemaligen bayerischen Krongutes tätig und richtete das Ludwig-II.-Museum in Schloss Herrenchiemsee ein.  Ab 1930 betreute er als Konservator, ab 1938 als Museumsdirektor den gesamten staatlichen bayerischen Schlossbesitz, wobei er unter anderem die fränkischen Schlösser inventarisierte und Schlossmuseen einrichtete.
Im Zweiten Weltkrieg diente Kreisel von 1939 bis 1941 im Rang eines Oberstleutnants in Frankreich, Polen und Russland, bevor er mit der Leitung der Auslagerung des Kunstbesitzes der staatlichen Schlösser betraut und zuletzt in der Generalkommandantur in München eingesetzt wurde. Nach Kriegsende wurde er seiner Ämter enthoben und 1948 bis auf Weiteres in den Ruhestand versetzt.
Als Nachfolger von Joseph Maria Ritz war er ab 1957 Generalkonservator des Bayerischen Landesamtes für Denkmalpflege und hatte diese Position bis zu seinem Eintritt in den Ruhestand im Jahr 1963 inne.
Kreisel begründete die Reihe Bayerische Kunstdenkmale. Neben seinen Werken zur Kunstgeschichte veröffentlichte er unter dem Pseudonym „Croixelles“ außerdem drei autobiografische Kriegsromane, darunter Das Antlitz ohne Gnade (1947).
Kreisel war seit 1929 mit Lieselotte, geb. Kaestle (1901–1975) verheiratet und hatte zwei Söhne und zwei Töchter.

## Auszeichnungen
- 1962: Bayerischer Verdienstorden[1]

## Publikationen (Auswahl)
- Die künstlerischen Ausstattungen des Hauptstockes der fürstbischöflichen Residenz zu Würzburg. Dissertation, Würzburg 1922
- König Ludwig II. Museen in Schloß Herrenchiemsee. Amtlicher Führer, 1926
- Prunkwagen und Schlitten. 1927
- König Ludwig II. und Richard Wagner. Katalog der Ausstellung im Residenzmuseum. München 1928
- Die Kunstschätze der Würzburger Residenz. 1930
- Fünf Bände der Reihe Deutsche Lande, deutsche Kunst:
  - Würzburg. 1. Auflage 1930 bis 8. Auflage 1969
  - München. 1. Auflage 1934 bis 6. Auflage 1969/1972
  - Fürstenschlösser in Franken. 1. Auflage 1936, 2. Auflage 1942
  - Burgen und Schlösser in Franken. 1955
  - Burgen und Schlösser in Altbayern. 1957
- Schloß Neuschwanstein. Amtlicher Führer, 1933
- Plassenburg ob Kulmbach. Amtlicher Führer 1935
- Der Rokokogarten zu Veitshöchheim. 1953
- Das Schloss zu Pommersfelden. Hirmer Verlag, München 1953
- Die Schlösser Ludwigs II. von Bayern. 1954
- Die Kunst des Deutschen Möbels. 2 Bände 1968/1971